# Dany Carrel
Dany Carrel (Đà Nẵng (Tourane), 20 september 1932) is een Franse actrice die een twintigjarige filmcarrière uitbouwde tussen 1953 en 1972.

## Leven en werk

### Afkomst, opleiding en eerste stappen
Carrel werd geboren in Tourane, een stad gelegen aan de kust van de toenmalige Unie van Indochina. Haar vader was een Franse directeur-generaal van de douane. Haar moeder was Kam, de Vietnamese minnares van haar vader. Carrel was amper vier jaar oud toen haar vader stierf. Daarop werd ze door haar voogdes in een weeshuis in Frankrijk geplaatst. Ze verbleef er tien jaar. Tijdens haar middelbaar onderwijs in Parijs volgde ze, vanaf haar vijftien jaar, een avondcursus acteren die ze bekostigde door een job als secretaresse uit te oefenen.
Nadat ze wat werk als figurante had gedaan, kreeg ze enkele rolletjes als ingénue toebedeeld. In die tijd werd ze opgemerkt door de assistent van cineast Henri Decoin, een gevestigde waarde in de Franse filmwereld. Decoin gaf haar een bijrol in Dortoir des grandes (1953), een in een meisjesinternaat gesitueerde misdaadfilm gebaseerd op een detectiveverhaal van Stanislas-André Steeman. Carrel werd er omringd door een prestigieuze cast, aangevoerd door Jean Marais, Jeanne Moreau en Louis de Funès.

### Filmcarrière
De volgende twintig jaar was Carrel in een vijftigtal films te zien, zowel in komedies als in drama's. Ze werd ook gecast in heel wat misdaadfilms. Ze vertolkte vooral hoofdrollen (een dertigtal) in B-films. Hun titels spreken voor zich: Maternité clandestine, Les Possédées, Que les hommes sont bêtes, Ce corps tant désiré, Du grabuge chez les veuves... 
Daarnaast kreeg Carrel bijrollen in films van meer bekende regisseurs. Vermeldenswaardig waren de tragikomedie Les Grandes Manœuvres (1955), een kaskraker van grootmeester René Clair, en het succesrijke drama Des gens sans importance (1956). In Les Grandes Manoeuvres belichaamde ze, naast Gérard Philipe, een debuterende prostituee en in Des gens sans importance gaf ze gestalte aan de dochter van Jean Gabin. 
Haar acteertalent werd opgemerkt en dat leidde tot twee andere puike prestaties in succesfilms: in Porte des Lilas (1957), ook een tragikomedie van René Clair, speelde Carrel de dochter van cafébaas Raymond Bussières en in de tragikomedie Pot-Bouille (1957), Julien Duviviers verfilming van de gelijknamige roman van Émile Zola, vertolkte ze de minnares van een listige Gérard Philipe.
Ze was voorts te zien in Les Dragueurs (1959), het regisseursdebuut van Jean-Pierre Mocky, een tragikomedie die gunstig onthaald werd. In de horrorfilm Les Mains d'Orlac (1961), Edmond T. Gréville's versie van de gelijknamige misdaad- en fantastiekroman van Maurice Renard, belichaamde ze een lichtzinnige revueartiest met wie tweederangsgoochelaar Christopher Lee niet alleen professioneel samenwerkt maar ook snode afpersingsplannen koestert.
Carrel werkte twee keer samen met Henri-Georges Clouzot. In het onvoltooide L'Enfer (1964), een drama over ontsporende jaloersheid, was ze de verleidelijke vriendin van Romy Schneider en in het drama La Prisonnière (1968) was ze een model.
André Cayatte gaf haar de hoofdrol in Piège pour Cendrillon (1965), een thriller naar de gelijknamige succesrijke detectiveroman van Sébastien Japrisot. Carrel gaf gestalte aan een jonge vrouw die aan geheugenverlies lijdt na een ongeval. 
Ondanks haar talent en haar lief exotisch snoetje bleven vanaf de jaren zeventig verdere degelijke rollen uit. Carrel begon dan meer en meer voor de televisie te werken.  

### Samenwerkingen
Tijdens haar carrière kruiste ze meermaals het pad van heel wat iconische Franse acteurs als Jean Gabin (in 2 films), Louis de Funès (2), Gérard Philipe (2), Roger Hanin (2), Maurice Ronet (2), Daniel Gélin (2), Bernard Fresson (2), Michèle Morgan (2), Danielle Darrieux (2) en Madeleine Robinson (2) en van tweedeplansacteurs als Noël Roquevert (5), Robert Dalban (6), Raymond Bussières (3), Jean Lefebvre (4) en Dora Doll (4).

### Typische rollen
Carrel vertolkte dikwijls jonge vrouwen die verwikkeld raakten in gevaarlijke situaties of onfrisse praktijken. Ze speelde een meisje dat op een kostschool verblijft (2), een jonge vrouw die in een vluchthuis woont of is ontsnapt uit een verbeteringsgesticht, een jonge halfbloed, een jonge moeder die probeert te ontsnappen aan het misdaadmilieu en aan de prostitutie. Ze was café-uitbaatster, kassierster of serveuse in een bar, model, prostituee (4), lichtzinnige revueartiest of jonge weduwe op zoek naar de drugsbuit van haar man.
Ze oefende ook 'normalere' beroepen uit zoal journaliste, verpleegster, verkoopster, secretaresse of ze was de dochter van (onder meer) Jean Gabin, Raymond Bussières en Charles Vanel. 

### Televisie en toneel
Tussen 1972 en 1995 verscheen Carrel regelmatig op het kleine scherm, vooral in films.

### Privéleven
Carrel is getrouwd met François Mosser, een bedrijfsbeheerder. In 1970 kregen ze een dochter.
Vanaf 1962 werkte ze ook af en toe voor het theater.

## Filmografie (ruime selectie)
- 1953 - Dortoir des grandes (Henri Decoin)
- 1953 - Maternité clandestine (Jean Gourguet)
- 1954 - La Patrouille des sables (René Chanas)
- 1954 - La Cage aux souris (Jean Gourguet)
- 1955 - Les Chiffonniers d'Emmaüs (Robert Darène)
- 1955 - Les Grandes Manœuvres (René Clair)
- 1955 - La Môme Pigalle (Alfred Rode)
- 1956 - Des gens sans importance (Henri Verneuil)
- 1956 - Club de femmes (Ralph Habib)
- 1957 - Pot-Bouille (Julien Duvivier)
- 1957 - Porte des Lilas (René Clair)
- 1957 - Que les hommes sont bêtes (Roger Richebé)
- 1958 - Racconti d'estate Gianni Franciolini)
- 1959 - Ce corps tant désiré (Luis Saslavsky)
- 1959 - Les Dragueurs (Jean-Pierre Mocky)
- 1959 - Die Ganz von Sedan (Helmut Käutner)
- 1960 - Il mulino delle donne di pietra (Giorgio Ferroni)
- 1960 - Quai du Point-du-Jour (Jean Faurez)
- 1961 - Les Mains d'Orlac (Edmond T. Gréville)
- 1962 - Carillons sans joie (Charles Brabant)
- 1962 - Les Ennemis (Edouard Molinaro)
- 1964 - Du grabuge chez les veuves (Jacques Poitrenaud)
- 1964 - Une souris chez les hommes (Jacques Poitrenaud)
- 1964 - L'Enfer (Henri-Georges Clouzot) (onvoltooid)
- 1965 - Piège pour Cendrillon (André Cayatte)
- 1967 - Un idiot à Paris (Serge Korber)
- 1968 - Le Pacha (Georges Lautner)
- 1968 - La Petite Vertu (Serge Korber)
- 1968 - La Prisonnière (Henri-Georges Clouzot)
- 1969 - Delphine (Éric Le Hung)
- 1969 - Clérambard (Yves Robert)
- 1972 - Les Portes de feu (Claude Bernard-Aubert)
- 1972 - Trois milliards sans ascenseur (Roger Pigaut)
- 1981 - Faut s'les faire... ces légionnaires !( Alain Nauroy)
- 1981 - Le bahut va craquer (Michel Nerval)

## Publicatie
- Dany Carrel (in samenwerking met Marie-José Jaubert): L'annamite, Robert Laffont, collection Vécu, 1991

- Bibsys: 6041320
- Biblioteca Nacional de España: XX1567939
- Bibliothèque nationale de France: cb12233521g (data)
- Gemeinsame Normdatei: 1061660583
- International Standard Name Identifier: 0000 0001 1036 1238
- Library of Congress Control Number: n92031472
- Nationale Bibliotheek van Tsjechië: xx0151412
- Nationale Bibliotheek van Israël: 987007411959405171
- Nationale en Universitaire bibliotheek Zagreb: 000197248
- Nederlandse Thesaurus van Auteursnamen: 297446045
- Réseau des bibliothèques de Suisse occidentale: 02-A006104412
- SNAC: w65723jz
- Système universitaire de documentation: 031040403
- Virtual International Authority File: 4984716
- WorldCat: E39PBJvHb6gBjkhfqJYGtfRYfq